# Великий палац
Великий палац (тай. พระบรมมหาราชวัง, Пхрабароммахарадчаванг) — комплекс будівель в Бангкоку, Таїланд.
Великий палац служив резиденцією королів Таїланду починаючи з XVIII століття. Будівництво палацу почалося в 1782 році, під час правління короля Рами I, коли він перемістив столицю країни в Бангкок. Палац постійно розширювався, з часом було побудовано безліч нових будівель і споруд різного призначення. В даний час палац для проживання королів Таїланду не використовується. Король Рама IX проживав у палаці Чітралада.

## Галерея

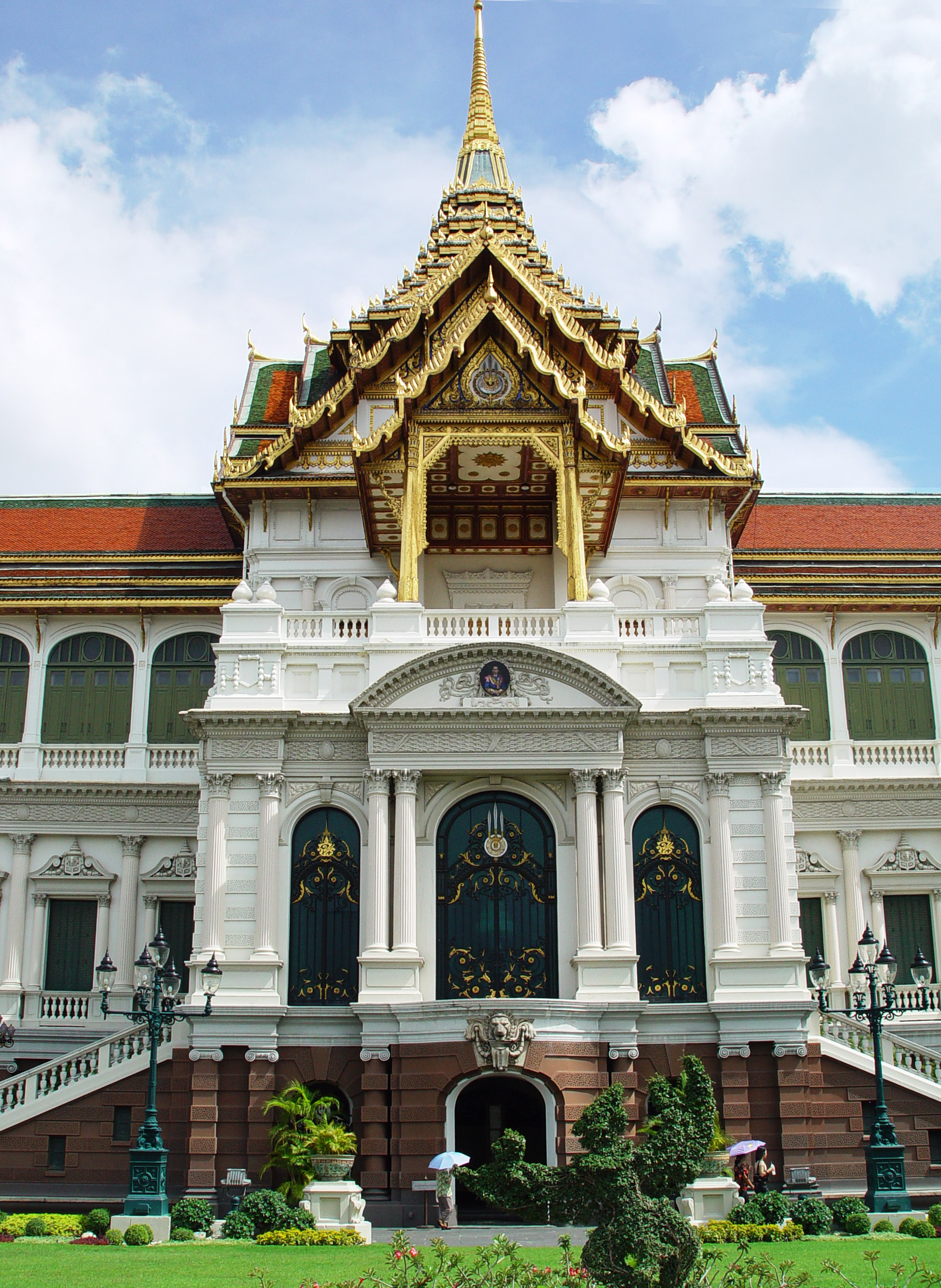
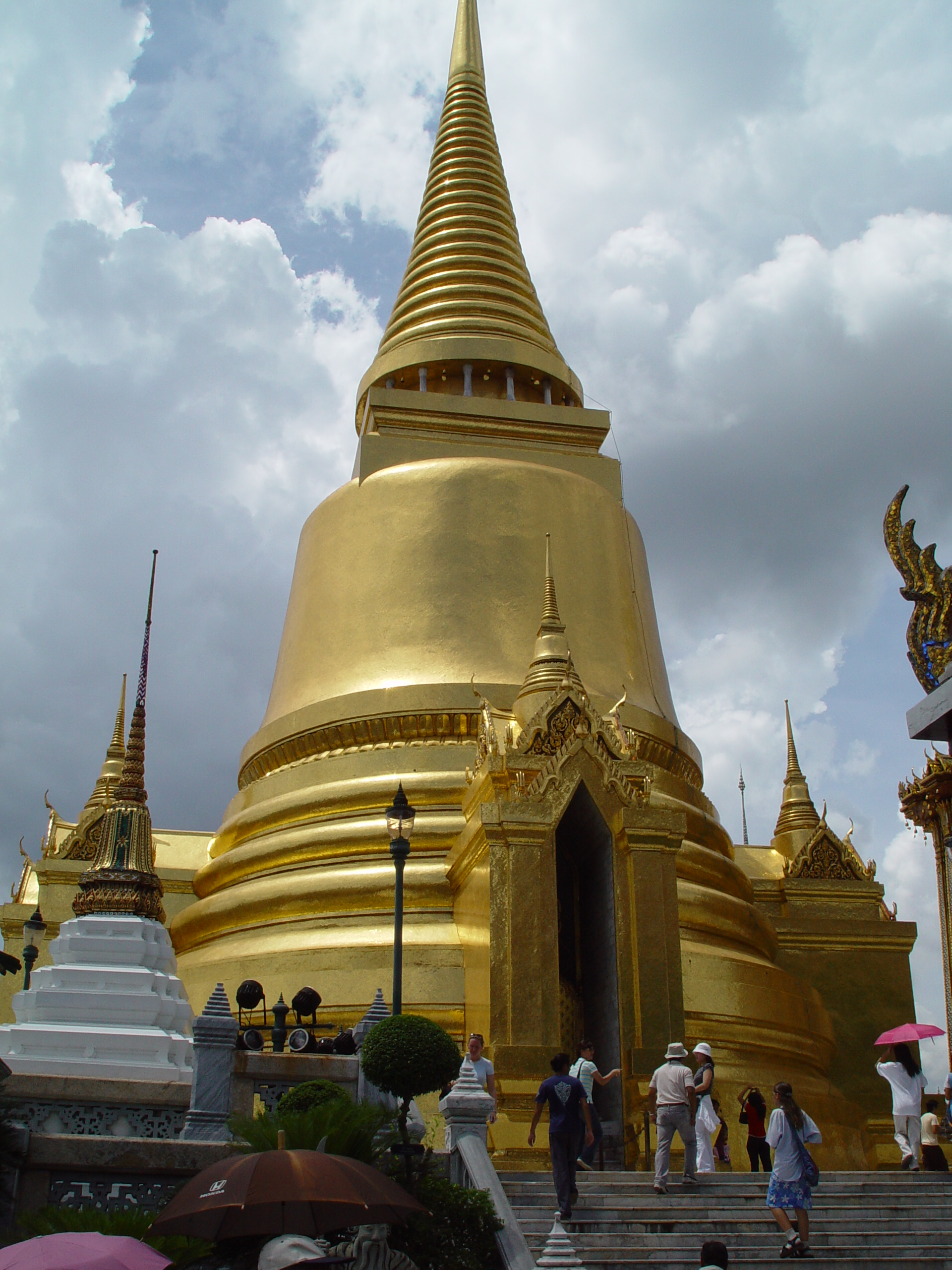
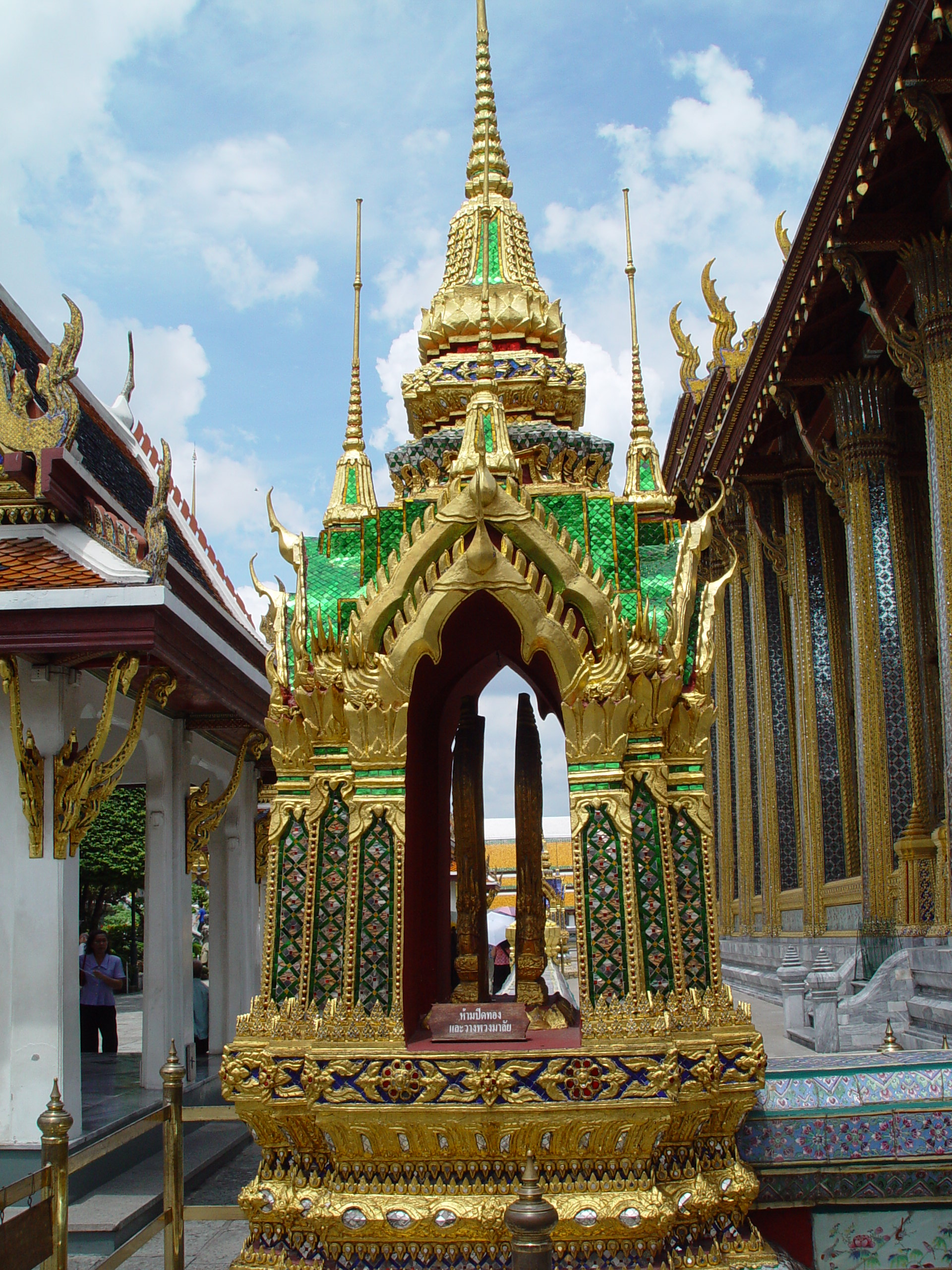
Храм Смарагдового Будди
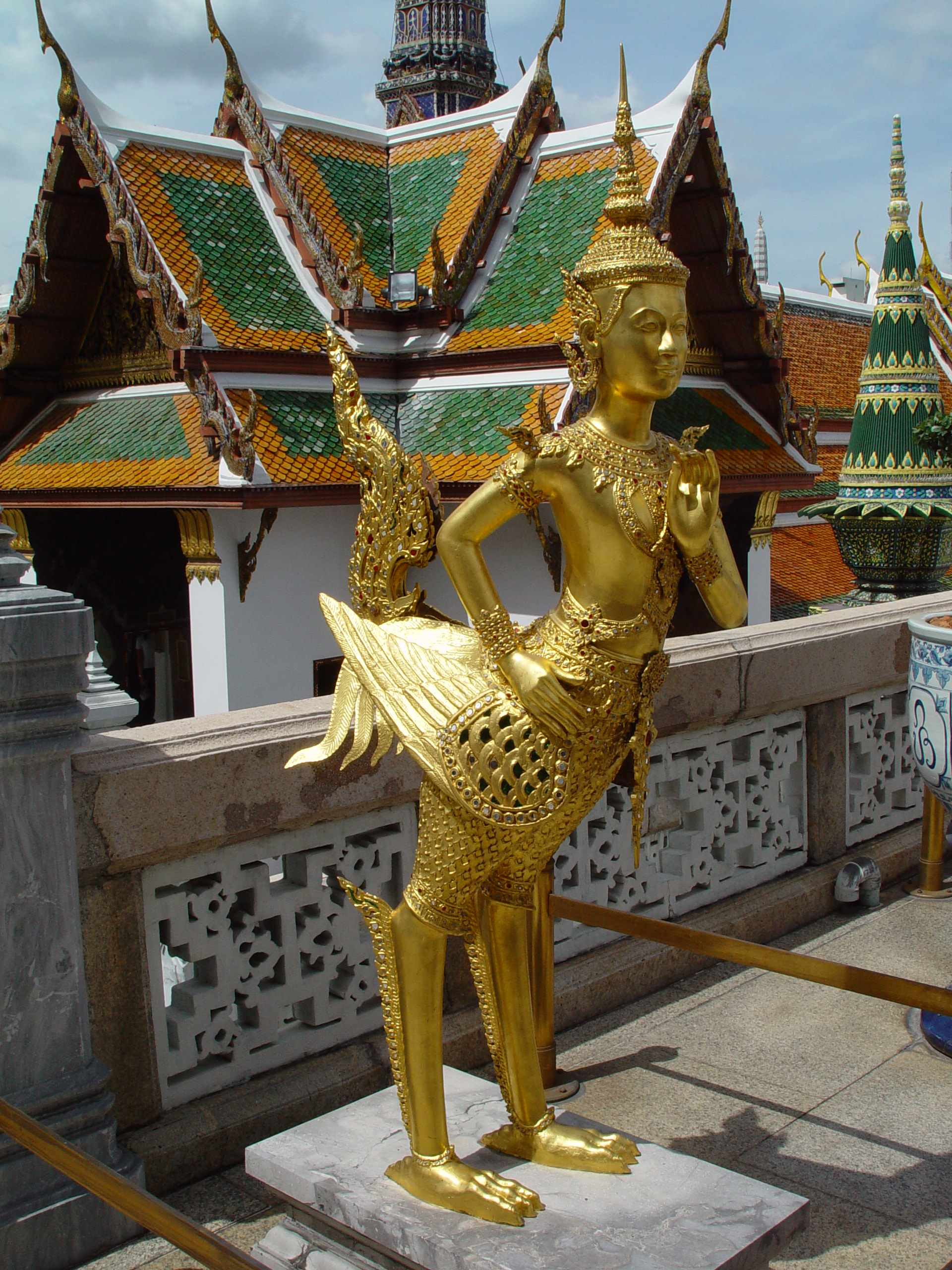
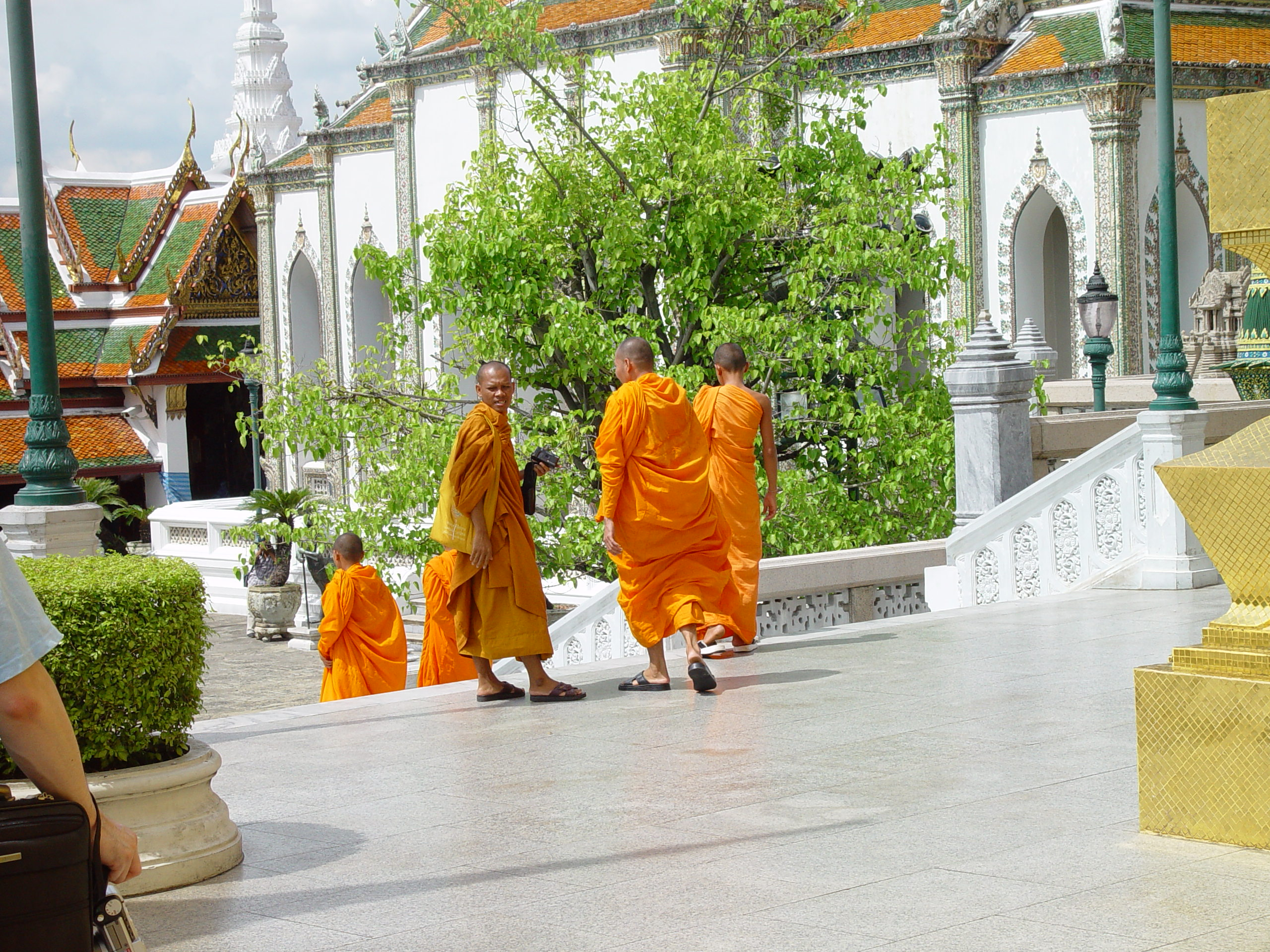
Буддистські ченці у Великому палаці
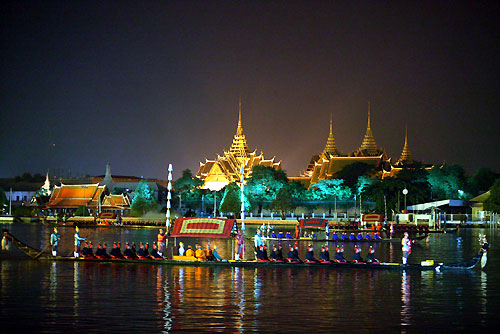
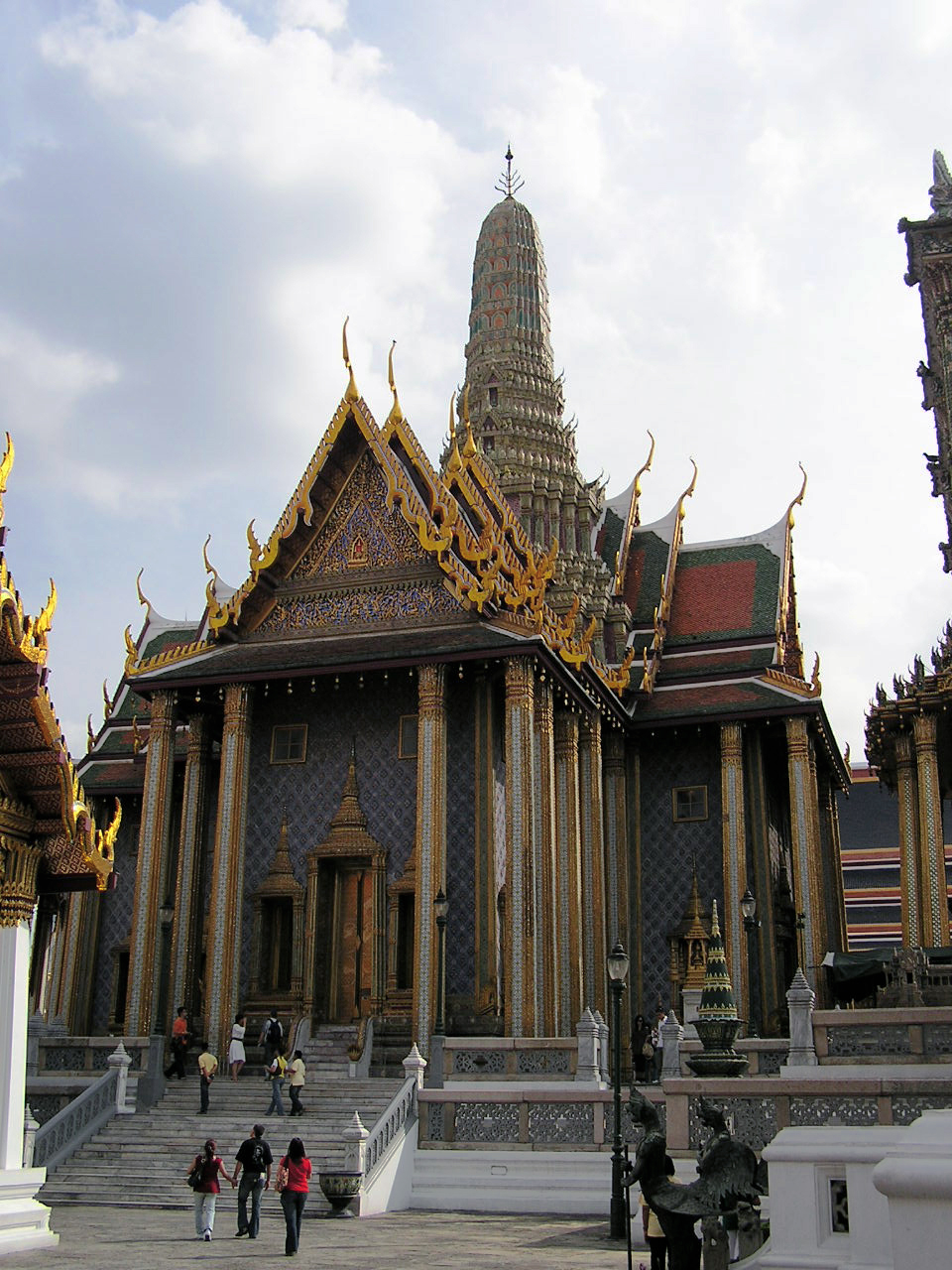
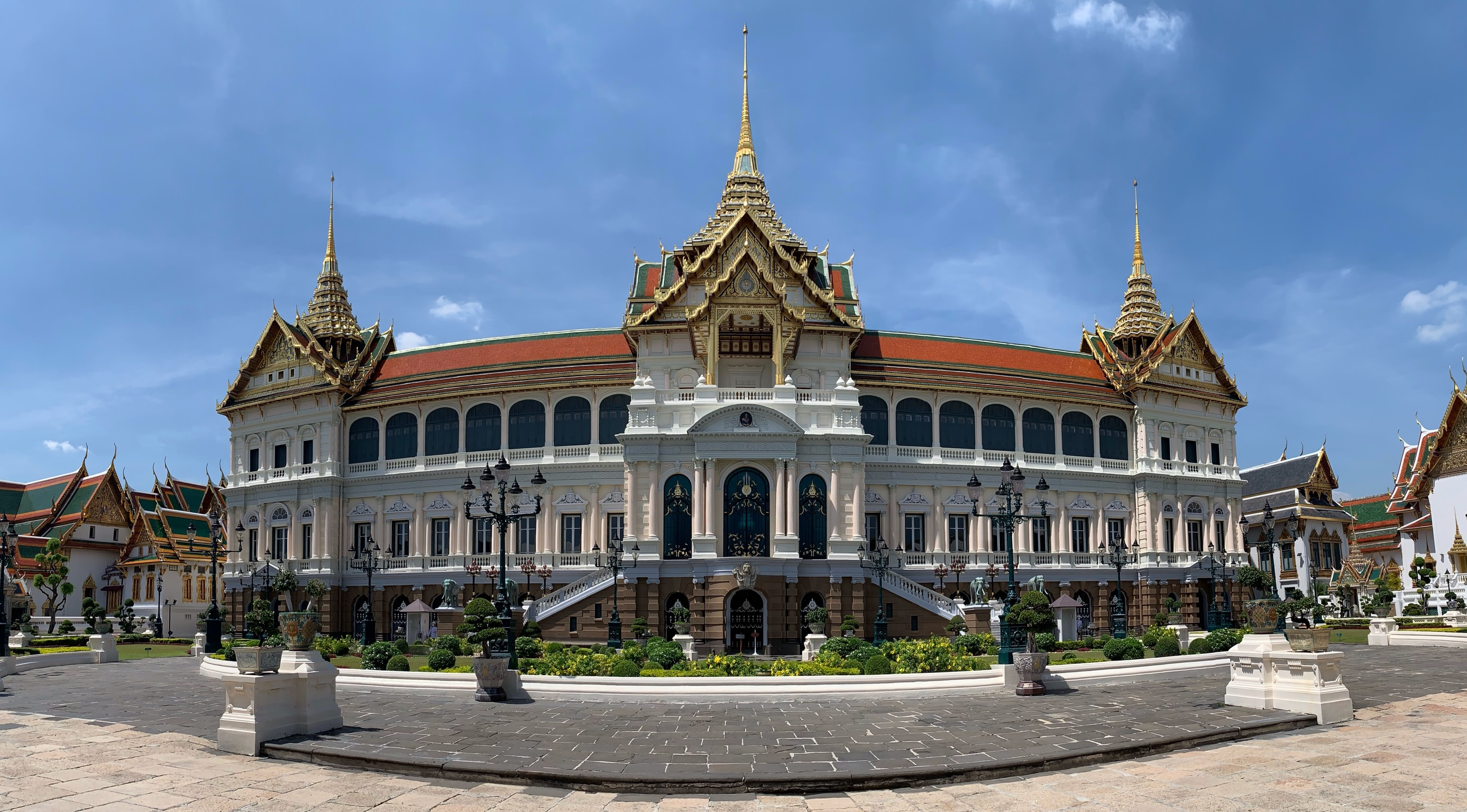
Великий палац Бангкока під час пандемії COVID-19, червень 2020 р.